# Гуанілатциклаза
Ферменти гуанілатциклази здійснюють біосинтез цГМФ із ГТФ — цей процес є подібним синтезу цАМФ. Ферменти з гуанілатциклазною активністю виявлені в багатьох органах (серце, легені, нирки, наднирникові залози, ендотелій кишківника, сітківка та ін.).
На сьогодні ідентифіковано 7 мембранозв'язаних форм гуанілатциклази (GCA, GCB, GCC, GCD, GCE, GCF, GCG), а також цитозольні гуанілатциклази).

## Мембранозв'язана гуанілатциклаза
Мембранозв'язані форми (particulate guanylyl cyclases, pGCs) належать до 1-TMS-рецепторів і мають у своєму складі наступні ділянки:
- N-кінцеву позаклітинну (яка в деяких ізоформах (GCA, GCB, GCC) може зв'язувати ліганди — короткі позаклітинні пептиди з 18–20 амінокислотних залишків;
- один трансмембранний домен; — юкстамембранний домен, залучений у взаємодію із G-білком;
- регуляторний кіназо-подібний домен, залучений в активацію ферменту;
- домен, що залучається у димеризацію рецептора;
- С-кінцевий каталітичний компонент, однаковий у різних форм фермента.

Ізоформи мембранозв'язаної гуанілатциклази, що експресуються в клітинах слизової оболонки кишківника (GCC) та в сенсорних органах (GCD, GCE, GCF), додатково мають С-кінцевий «хвіст», функція якого невідома (можливо, він сприяє сполученню із цитоскелетом і залучається у інтерналізацію рецепторів).
Залежно від лігандної специфічності, pGCs класифікують на:
- рецептори до натрійуретичного пептиду;
- кишкові пептид-зв'язувальні рецептори, лігандом яких є бактеріальний термостабільний ентеротоксин, і активація яких спричиняє розвиток секреторної діареї;
- орфанові рецептори (їх ліганди ще не ідентифіковані).

Мембранозв'язані гуанілатциклази функціонують у вигляді гомодимеру; після сполучення із лігандом ініціюється серія подій, що включає фосфорилювання внутрішньоклітинного кіназо-подібного домену, зв'язування ГТФ й активацію синтезу цГМФ.
Один із лігандів pGCs — натрійуретичний гормон передсердя (НГП) — синтезується у передсерді у відповідь на збільшення об'єму крові, надходить із кров'ю в нирки, де активує мембранозв'язану гуанілатциклазу в клітинах ниркових канальців. Наслідком цього стає збільшення рівня цГМФ і цГМФ-залежне зростання екскреції Na+ і води. Гладенькі м'язи судин також містять аналогічну гуанілатциклазну систему, за участю якої зв'язаний з гуанілатциклазою НГП здійснює судинорозширювальну дію, сприяючи зниженню кров'яного тиску.
В епітеліальних клітинах кишківника активатором системи мембранозв'язаної гуанілатциклази слугує інший ліганд — термостабільний ендотоксин грамнегативних бактерій, що спричиняє уповільнення всмоктування води в кишківнику і розвиток діареї.

## Розчинна гуанілатциклаза
Розчинна гуанілатциклаза (soluble guanylyl cyclase, sGC) експресується у цитозолі більшості клітин ссавців і опосередковує широке коло важливих фізіологічних функцій — інгібування агрегації тромбоцитів, релаксацію гладеньких м'язів, вазодилятацію, передачу нервових імпульсів, імуномодуляцію. 
Цей фермент є гетеродимером, що складається із α- і β-субодиниць і гемової простетичної групи, причому для його повної каталітичної активності необхідна наявність обох субодиниць. Часом можуть утворюватися і гомодимери, які не здатні до утворення цГМФ — отже, можливість утворювати гомо- і гетеродимери є одним із напрямків регуляції активності даного ферменту. Найпоширенішими субодиницями є α1 та β1 (α1-субодиниця — 82 кДа, β1-субодиниця — 70 кДа) — вони виявлені у багатьох тканинах. Існують також субодиниці  α2 та β2.
Одним із добре відомих активаторів розчинної форми гуанілатциклази є монооксид азоту (NO), який утворюється із амінокислоти аргініну за участю NO-синтази. NO сполучається із гемовою простетичною групою розчинної гуанілатциклази — при цьому утворюється нітрозогем. Фермент активується також деякими нітрозовазоділятаторами (нітрогліцерин, нітропрусид тощо) — медичними препаратами, що використовуються при хворобах серця; при метаболізмі цих сполук вивільнюється NO, отже, саме NO в таких випадках виступає прямим активатором розчинної гуанілатциклази. Ще одним важливим активатором даного ензиму є монооксид вуглецю (СО). У той же час, якщо під впливом монооксиду азоту гуанілатциклазна активність зростає у 100−400 разів відносно базального рівня, дія СО демонструє лише чотирикратне зростання цього показника.
Кожна субодиниця sGC має три функціональних домени:
- N-кінцевий гем-зв'язувальний домен (наявність гемової простетичної групи необхідна для активації ферменту оксидом азоту або монооксидом вуглецю). Окиснення заліза гемової групи до Fe3+ веде до втрати ферментативної активності, у той час як відновлювальні агенти (тіоли, аскорбат) підвищують цей показник;
- домен, залучений у димеризацію;
- С-термінальний каталітичний домен, що має послідовність, гомологічну відповідному домену мембранозв'язаних гуанілатциклаз та аденілатциклаз.

## Біологічна роль гуанілатциклаз
цГМФ, що утворюється в гуанілатциклазній реакції, є вторинним месенджером, що може активувати (інгібувати) численні клітинні процеси, зокрема, регулювати відкриття іонних каналів у клітинах нейроглії і блокувати проникність щільних контактів у ретинальних клітинах. Ця сполука в клітині має три основні мішені:
- цГМФ-залежна протеїнкіназа[en];
- Іонні канали, що регулюються циклічними нуклеотидами[en];
- фосфодіестерази, що регулюються цГМФ.